# 船底座R
船底座R，又名CP-62 1253，HD 82901、SAO 250614、HR 3816，是船底座的一颗恒星，视星等为6.1，位于銀經282.27，銀緯-8.21，其B1900.0坐标为赤經9h 29m 43.6s，赤緯-62° -8.21′ 46″。